# 北川アイ子
北川 アイ子(きたがわ あいこ、1928年 - 2007年12月16日)は、樺太出身のウイルタ。戦後、北海道網走市に移住し、ウイルタの文化を伝承した。

## 生涯

### 樺太での生活
1928年に樺太の野頃に生まれ、3、4歳の頃からオタスの杜に暮らす。父は北川ゴルゴロ、母は北川アンナ、13人兄弟で、従兄のゲンダーヌとも兄弟同然に暮らしていた。家族ではウイルタ語を話す生活であったが、ゲンダーヌ（1926年頃生まれ）と異なり日本人名を付けられている。1936年、満8歳から、アイヌ以外の少数民族を対象とした学校「敷香土人教育所」で日本の学校教育を受ける。
1942年からオタスの少数民族の男性は軍に徴用が始まる一方、女子は当地の日本軍の兵隊の食事の世話など勤労奉仕を行った。1945年8月17日、オタスの職員が、先住民族は元々ソ連の人間であるとして当地に残るように告げ、日本人のみ内地に引き上げることを宣言する。校長から日本人になるように教えられてきたアイ子は怒り、「自分は日本人でもウイルタでもないことにした」と言ったという。
満18歳の時、エヴェンキ族の年上の男性ゲルゴールと結婚するが、6か月後にゲルゴールはロシア軍によってシベリアに連行される。1952年には、朝鮮人のゴン・アンツリ（15歳のとき樺太に強制連行されて以来炭坑で働き、ソ連時代には漁網工場に働く）と結婚。1955年に兄のゲンダーヌがシベリア抑留を経て日本に「引き揚げ」て北海道網走市に移住、3年後には父のゴルゴロや姉を日本に呼びよせた。アイ子はその後もサハリンで暮らし、子どもたちはロシア語で育てられた。

### 日本への「引き揚げ」後
1968年に夫と5人の子どもと共に日本に渡るが、その後夫が音信不通になる。アイ子は畑仕事の下働きなどをして生活する。
1975年頃、ゲンダーヌがウイルタとして活動を開始し、アイ子も活動を支える。オロッコの人権と文化を守る会（のちウィルタ協会）が結成され、1978年に網走市大曲に私設の北方少数民族資料館ジャッカ・ドフニを開館、ゲンダーヌが初代館長となった。ウイルタをはじめとする少数民族を紹介する収蔵品は来館者が手に取ることが可能で、アイ子も文様や、衣服、樹皮を使った日用品を制作、来館者に解説などを行った。
ゲンダーヌが軍人恩給支給を訴える際には、戦地で亡くなったウイルタなどの少数民族の兵士のことを思い、元上官に敬意を表すゲンダーヌを叱咤するなどした。1982年に天都山に少数民族戦没者慰霊碑を建立するに際し、自宅周辺を戸別訪問して寄付を募った。
1984年にゲンダーヌが死去すると、ジャッカ・ドフニの館長に就任する。晩年は入退院を繰り返していたが、2007年12月16日、網走市内の病院で死去、79歳没。子どもたちは日本人として暮らしていくことを選んでおり、親族も出自を公表していないことから、日本国内でウイルタを名乗る最後の人物だった。その後、ジャッカ・ドフニは2010年に一般公開終了、2012年8月18日に閉館し、資料は北海道立北方民族博物館が引き継いでいる。

## ウイルタ文化の伝承

### イルガ・刺繍
アムール川流域の民族は、左右対称の曲線の文様を民族ごとに様式化している。ウイルタのイルガ（ウイルタ語で「文様」）には、中心から放射状に広がるものや、長方形の左右対称のものがある。白樺の樹皮に文様を切り抜いて容器の装飾に用いたほか、トナカイ皮に刺繍を行った。
ウイルタ民族は従来下書きなしに刺繍をすることも多かったが、オタス以降型紙も使用するようになったと言われる。北川の作例では正方形の薄紙を三角形に3回折り、親指のカーブに合わせて曲線に切っていた。刺繍に関して、北川は網走に移住後親族に習い、その後長年にわたり市の公民館で教えた。公民館講座参加者有志によって結成されたウイルタ刺繍サークル「フレップ会」は、1976年以来活動し、北川や兄の切ったイルガを受け継いでいる。
現在よく使われる刺し方は、チェーンステッチと、元々は名称がなく便宜上「ダブルチェーンステッチ」「ダブルステッチ」などと呼ばれる刺し方である。針を自分の体の方に向けながら縫っていき、これについて北川は、ウイルタは隣の人に刺さらないよう自分に針先を向けて縫うと説明していた。

### 信仰
山で山菜やキノコを採る場合や、川や海に安全を願う際など、山や海の神に菓子や酒を供えて挨拶する「バーバチュリ」という儀式を行っていた。
ジャッカドフニの冬期休館の前後には、守り神であるセワ（木偶）に対して「プッキチュリ」という儀式を行った。セワに巻いた木製削りかけを交換し、イソツツジの葉を燻すもので、吊るされたセワが燻らされた際の動きで占いも行った。

### イルガ・刺繍関連
- 田中淑乃「ウイルタの刺繍」『衣生活』第28巻第6号、衣生活研究会、1985年11月、45-51頁。https://dl.ndl.go.jp/info:ndljp/pid/3343368/28
- 笹倉いる美「ウイルタ文化聞き書きノート1--刺繍」『北海道立北方民族博物館研究紀要』第7号、北海道立北方民族博物館、1998年3月、93-103頁。https://dl.ndl.go.jp/info:ndljp/pid/4427118/50
- 寺田貴子「15世紀琉球古刺繍の検証に向けて －北海道にのこる北方民族ウイルタの刺繍－」『活水論文集』第64号、活水女子大学、2021年3月、109-124頁。
- 「ウイルタの切り紙紋様」全7回（『北海道新聞』1984年1月9日～15日）図案掲載あり。

### 関連文献
- 司馬遼太郎『街道をゆく38　オホーツク街道』朝日新聞社、1993年。 司馬が北川を訪ねている。